# Peter Liesenfeld
Peter Liesenfeld (* 3. Juni 1966 in St. Goar) ist ein deutscher Koch.

## Werdegang
Nach seiner Ausbildung in Oberwesel wechselte Liesenfeld 1985 zum Rheinhotel Bellevue in Boppard und dann zum Restaurant Rebstock-Stube in Denzlingen. 1987 bis 1989 ging er in die Schweiz zum Hotel Albeina in Klosters, danach am gleichen Ort zum Hotel Walserhof. 
1990 fing er als Souschef im Restaurant Hummerstübchen in Düsseldorf an. Von 1991 bis Ende 2012 arbeitete er dort, gemeinsam mit Inhaber Peter Nöthel, als Küchenchef. Von 1991 bis 2012 wurde das Restaurant mit zwei Michelin-Sternen ausgezeichnet, im Jahr 2013 mit einem. Der Gault Millau gab dem Hummerstübchen 18 Punkte, im Jahr 2012 gab es 17 Punkte. Ende des Jahres 2012 schloss das Hummerstübchen.
Seit März 2013 ist Peter Liesenfeld Küchenchef im Restaurant Landwirtschaft in Willich-Schiefbahn.

## Auszeichnungen
- 1991 Zwei Michelin-Sterne
- 18 Punkte im Gault Millau